# فريدريك بي. كارل
فريدريك بي. كارل (بالإنجليزية: Frederick B. Karl)‏ هو محامي وقاضي وسياسي أمريكي، ولد في 14 مايو 1924 في دايتونا بيتش في الولايات المتحدة، وتوفي في 7 مارس 2013 بسبب مرض باركنسون. حزبياً، نشط في الحزب الديمقراطي. وقد انتخب عضو مجلس ولاية فلوريدا وانتخب عضو مجلس نواب فلوريدا.